# Балабановка (Харьковская область)
Балаба́новка (укр. Балабанівка), посёлок, Петропавловский сельский совет, Богодуховский район, Харьковская область.
Код КОАТУУ — 6320886503. Население по переписи 2001 г. составляет 375 (165/210 м/ж) человек.

## Географическое положение
Посёлок Балабановка находится на правом берегу реки Сухой Мерчик. На противоположном берегу расположено село Петропавловка. В 2,5 км железнодорожная станция Максимовка.

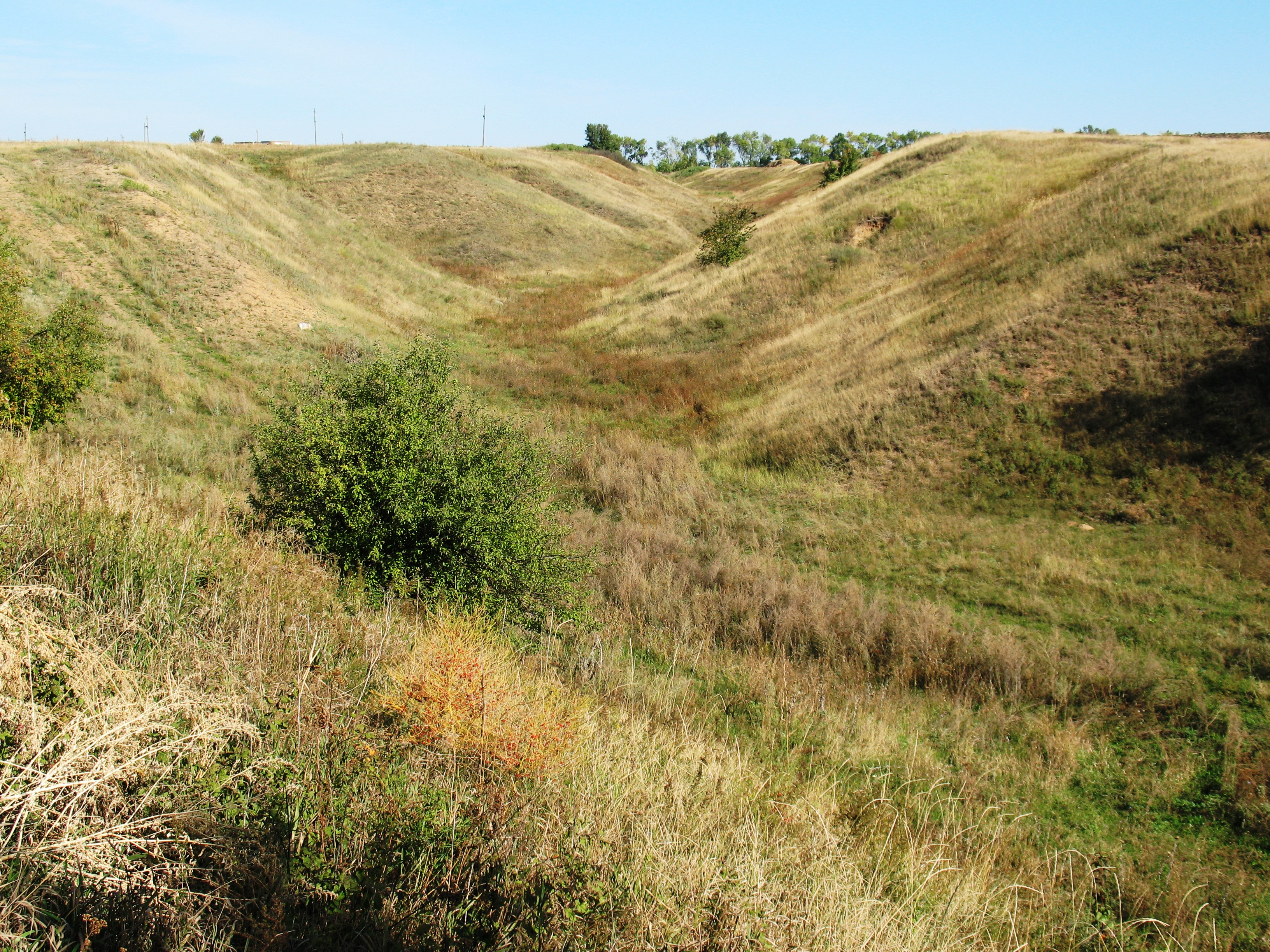
Балабановская балка

## История
1918 — дата основания.